# ピカピカナース物語
『ピカピカナース物語』（ピカピカナースものがたり）は、看護師の仕事をミニゲームで体験する女の子向けの育成シミュレーションゲームシリーズ作品。

## ゲームボーイアドバンス版
ゲームボーイアドバンス版はTDKコアより2003年12月12日に発売された。正式タイトルは『ピカピカナース物語 〜はつらつナース育成ゲーム〜』。
主人公は一人前の看護師を目指し、小児科と産婦人科で構成されるエンジェルクリニックで看護師見習いとして2年の間に様々な体験をする。

## ニンテンドーDS版
ニンテンドーDS版は日本コロムビアより2011年8月4日に発売された。あこがれガールズコレクションシリーズの第7弾で、看護師を題材とした作品は同シリーズとしては2009年に発売された『ステキにナースDays』に続き2作目となる。
GBA版と異なり内科・外科・小児科・産婦人科と入院病棟・救命救急センターを備える総合病院が舞台となっている。

### DS版の登場人物
マキノ サエ

ミゾグチ ユウト

キムラ リョウコ

カガミ タカフミ

アライ アキ

ヨネダ ミツコ